# 唐山学院

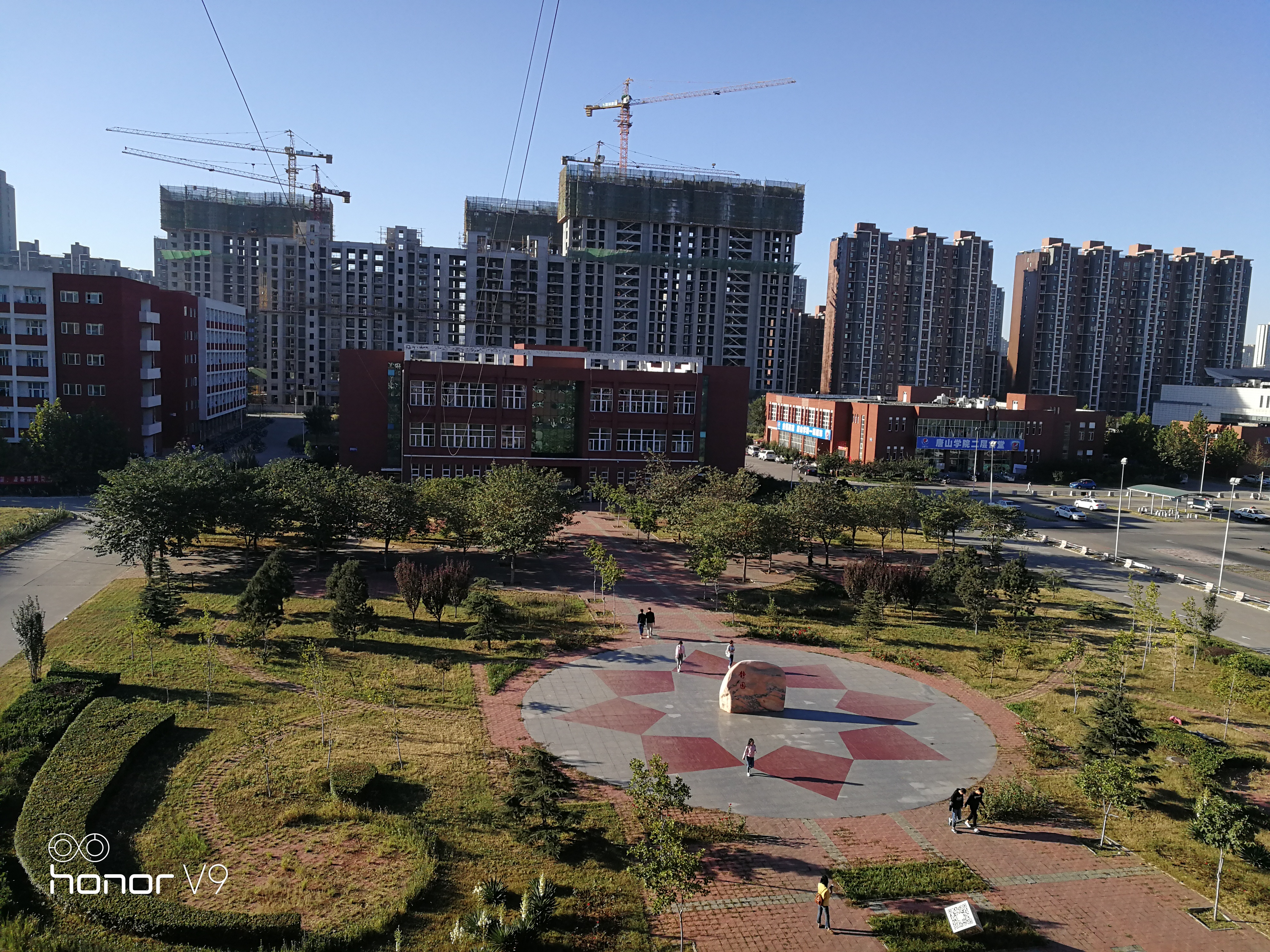
大学西道校区南院

唐山学院，简称唐院，是中华人民共和国的一所全日制本科公办省属普通高等学校，位于河北省唐山市。

## 历史
1956年，唐山市工业夜大学成立。1957年，正式命名为唐山市业余工学院。1969年9月，因“文化大革命”停办。1980年7月，唐山市业余工学院恢复招生。1983年3月，唐山职业大学成立。1984年9月，唐山职业大学和唐山市业余工学院实行联合办学。1985年6月，唐山职业大学更名为唐山大学。同年9月，西南交通大学唐山分校成立，与唐山大学、唐山市业余工学院联合办学。1989年1月，唐山市业余工学院更名为唐山市职工大学。1992年7月，唐山大学更名为唐山高等专科学校。2002年3月，唐山高等专科学校、西南交通大学唐山分校和唐山市职工大学合并为唐山学院。2014年12月，河北科技大学唐山分院实质性并入。2015年，唐山市对外经济贸易学校实质性并入。

## 教学单位
- 智能与信息工程学院
- 土木工程学院
- 机电工程学院
- 新材料与化学工程学院
- 人工智能学院
- 电子商务学院（唐山市产教融合发展研究中心）
- 会计学院
- 文法学院
- 外国语学院
- 艺术系
- 数字传媒系
- 时尚设计系
- 马克思主义学院
- 基础教学部
- 大学体育教学部
- 继续教育学院
- 计算中心
- 国际教育交流中心[7]